# Esaul

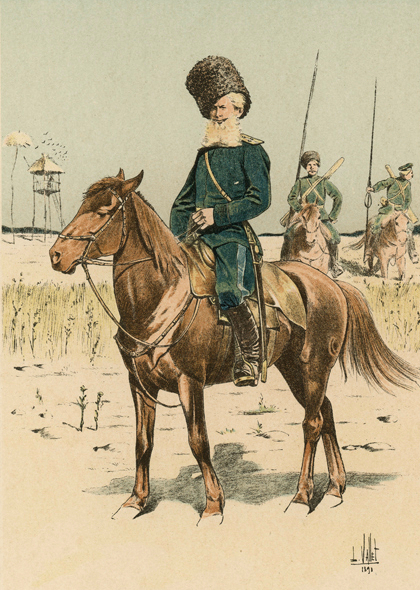
Kozácký esaul v ruské armádě (rok 1893)

Esaul byl kozácký důstojník v carském Rusku. Esaulové byli podřízeni atamanům, což byla nejvyšší funkce (hodnost) v kozáckém vojsku. Název pochází z tureckého yasaul (velitel). Původně to bylo označení postavení zástupce velitele, v 19. století velel esaul kozácké setnině nebo eskadroně a hodnostně tak odpovídal hodnosti kapitána (některé prameny uvádějí majora) nebo rytmistra (kapitán jezdectva) v jiných armádách té doby.